# Juan Carrasco
Juan Carrasco (1877-1922) fue un militar mexicano que participó en la Revolución mexicana

## Trayectoria
Nació el 24 de junio de 1876 en la Puerta de Canoas, Mazatlán, Sinaloa, siendo hijo de Luciano Carrasco y de Santos Aguirre. Se dedicó desde joven a la producción de cal y material de producción, por lo que se le apodaba durante la Revolución mexicana como “el calero”.
Secundó el Plan de San Luis y operó cerca de Mazatlán. En la lucha contra Victoriano Huerta, participó en la Toma de Quilá en 1913, y al año siguiente en la de Mazatlán. 
Dirigió el bloqueo a Mazatlán. Tenía el cuerpo cubierto de cicatrices producto de las heridas en batallas; aseguraba él que había participado en al menos veintisiete batallas.(1)
En 1919 pidió permiso de retirarse del Ejército Constitucionalista para aceptar la gubernatura de Sinaloa, pero abandonó esta candidatura al caer de la presidencia Venustiano Carranza. Al ver mermadas sus aspiraciones combate al obregonismo en Sonora. El 24 de junio de 1922, en Hacienda e El Potrero, lanza su Plan por el que desconoce a Álvaro Obregón como Presidente de México.
Posteriormente, fue asesinado en los límites de Nayarit cuando se dirigía a Durango, el 8 de noviembre de 1922.